# UFC Fight Night: Henderson vs. Masvidal
UFC Fight Night: Henderson vs. Masvidal (também conhecido como UFC Fight Night 79) é um evento de artes marciais mistas promovido pelo Ultimate Fighting Championship, ocorrido em 28 de novembro de 2015 no Olympic Gymnastics Arena em Seul, Coreia do Sul.

## Antecedentes
Esse foi o primeiro evento do UFC a acontecer na Coreia do Sul.
A luta entre os meio médios Benson Henderson e Jorge Masvidal foi a luta principal do evento.

## Bônus da Noite
- Luta da Noite:  Seo Hee Ham vs.  Cortney Casey
- Performance da Noite:  Dominique Steele e  Doo Ho Choi